# Mario Ovando
Mario Alberto Ovando Padilla (Camiri, Bolivia, 9 de noviembre de 1985) es un futbolista boliviano que se desempeña como centrocampista y su equipo actual es Real Santa Cruz de la Primera División de Bolivia.
En 2005 debutó en Primera División con Iberoamericana. Ha desarrollado la mayor parte de su carrera en San José, equipo del que fue capitán y al que estuvo vinculado durante nueve años (2012-2020), jugando 16 temporadas. Conquistó 3 títulos en la Primera División, 2 con el Bolívar y 1 con San José.
En total, disputó 280 partidos oficiales, y anotó 3 goles, siendo el cuarto jugador con más presencias en el cuadro santo y el segundo jugador con la mayor cantidad de encuentros disputados en torneos internacionales, solamente tras Carlos Lampe. 
Fue internacional con la Selección boliviana en 2014.

## Trayectoria

### Iberoamericana
Sus inicios a nivel profesional en el fútbol boliviano los dio en el Club Iberoamericana de la ciudad de La Paz.

### Bolívar
Ovando hizo su debut con el Bolívar el 16 de mayo de 2007, por la jornada 16 del torneo apertura, en la victoria 3-2 contra Blooming.

### San José
A mediados de 2012 reforzó a San José para encarar el torneo apertura 2012. Se le fue asignado el dorsal número seis e hizo su debut el 29 de julio en la fecha 2 del torneo en la victoria 2:0 ante Nacional Potosí, entrando en reemplazo de su compañero Marcelo Gomes al minuto 85. San José consiguió el subcampeonato de la Primera División con cuarenta y un puntos.
En el torneo clausura 2013 marcaría su primer gol con el equipo Santo, fue el 14 de febrero ante el Bolívar. En la Copa Libertadores de América participó en cuatro encuentros, todos ellos en la fase de grupos, compitiendo por la clasificación a la siguiente fase junto al Corinthians Paulista, al Millonarios Fútbol Club y al Tijuana. Su debut internacional con San José se produjo el 5 de marzo ante Millonarios en Colombia. Mientras que en el torneo local San José alcanzaría el tercer puesto nuevamente con cuarenta y un puntos.
Ovando comenzó su tercera temporada con San José en el torneo Apertura 2013, en el orden local, fue tercero con treinta y nueve puntos, tras los cuarenta y cinco de The Strongest que obtuvo el título.
En la Copa Sudamericana 2014 enfrentó a Huachipato por la primera fase, quien ganó por un global de 6:3.
En el torneo clausura 2014 San José volvería a obtener el segundo lugar, esta vez con cuarenta y un puntos y detrás de los cuarenta y dos de Universitario de Sucre. Durante estos años Ovando fue perfeccionando su fútbol, lo que lo llevaría a ser convocado por primera vez a la Selección boliviana.
Fue autor del gol 1000 de la temporada 2019 del fútbol boliviano.

## Selección nacional

### Selección absoluta
Fue convocado por el entrenador Xavier Azkargorta para una serie de amistosos internacionales en 2014 contra México y Ecuador. Hizo su debut el 10 de septiembre ante la Selección mexicana, entrando como sustituto de su compañero Leandro Maygua.
| Selección boliviana | Selección boliviana | Selección boliviana |
| Año                 | Partidos            | Goles               |
| ------------------- | ------------------- | ------------------- |
| 2014                | 1                   | 0                   |
| Total               | 1                   | 0                   |

## Participaciones internacionales
| Club                  | Año  | Competencia       | Resultado       | PJ | Goles |
| --------------------- | ---- | ----------------- | --------------- | -- | ----- |
| Bolívar · Bolivia     | 2010 | Copa Libertadores | Fase de grupos  | 1  | 0     |
| Real Potosí · Bolivia | 2012 | Copa Libertadores | Primera fase    | 2  | 0     |
| San José · Bolivia    | 2013 | Copa Libertadores | Fase de grupos  | 4  | 0     |
| San José · Bolivia    | 2014 | Copa Sudamericana | Primera fase    | 2  | 0     |
| San José · Bolivia    | 2015 | Copa Libertadores | Fase de grupos  | 6  | 0     |
| San José · Bolivia    | 2018 | Copa Sudamericana | Primera fase    | 2  | 0     |
| San José · Bolivia    | 2019 | Copa Libertadores | Fase de grupos  | 4  | 0     |
| San José · Bolivia    | 2020 | Copa Libertadores | Fase preliminar | 0  | 0     |

## Estadísticas

### Clubes
| Club                            | Div.          | Temporada       | Liga  | Liga  | Internacional | Internacional | Total | Total |
| Club                            | Div.          | Temporada       | Part. | Goles | Part.         | Goles         | Part. | Goles |
| ------------------------------- | ------------- | --------------- | ----- | ----- | ------------- | ------------- | ----- | ----- |
| Iberoamericana · Bolivia        | 1.ª           | 2005/06         | 21    | 0     | —             | —             | 21    | 0     |
| Total club                      | Total club    | Total club      | 21    | 0     | —             | —             | 21    | 0     |
| Bolívar · Bolivia               | 1.ª           | 2007            | 11    | 0     | —             | —             | 11    | 0     |
| Bolívar · Bolivia               | 1.ª           | 2008            | 18    | 0     | —             | —             | 18    | 0     |
| Bolívar · Bolivia               | 1.ª           | 2009            | 35    | 2     | —             | —             | 35    | 2     |
| Bolívar · Bolivia               | 1.ª           | 2010            | 28    | 0     | 1             | 0             | 29    | 0     |
| Total club                      | Total club    | Total club      | 92    | 2     | 1             | 0             | 93    | 2     |
| Real Potosí · Bolivia           | 1.ª           | Adecuación 2011 | 16    | 1     | —             | —             | 16    | 1     |
| Real Potosí · Bolivia           | 1.ª           | Apertura 2011   | 11    | 0     | —             | —             | 11    | 0     |
| Real Potosí · Bolivia           | 1.ª           | Clausura 2012   | 6     | 0     | 2             | 0             | 8     | 0     |
| Total club                      | Total club    | Total club      | 33    | 1     | 2             | 0             | 35    | 1     |
| C. D. San José · Bolivia        | 1.ª           | 2012-13         | 33    | 1     | 4             | 0             | 37    | 1     |
| C. D. San José · Bolivia        | 1.ª           | 2013-14         | 41    | 0     | 2             | 0             | 43    | 0     |
| C. D. San José · Bolivia        | 1.ª           | 2014-15         | 34    | 0     | 6             | 0             | 40    | 0     |
| C. D. San José · Bolivia        | 1.ª           | 2015-16         | 34    | 0     | —             | —             | 34    | 0     |
| C. D. San José · Bolivia        | 1.ª           | 2016-17         | 48    | 0     | —             | —             | 48    | 0     |
| C. D. San José · Bolivia        | 1.ª           | 2018            | 30    | 1     | 2             | 0             | 32    | 1     |
| C. D. San José · Bolivia        | 1.ª           | 2019            | 29    | 1     | 4             | 0             | 33    | 1     |
| C. D. San José · Bolivia        | 1.ª           | Apertura 2020   | 13    | 0     | —             | —             | 13    | 0     |
| Total club                      | Total club    | Total club      | 262   | 3     | 18            | 0             | 280   | 3     |
| C. D. Real Santa Cruz · Bolivia | 1.ª           | 2021            | 16    | 1     | —             | —             | 16    | 1     |
| C. D. Real Santa Cruz · Bolivia | 1.ª           | 2022            | 31    | 1     | —             | —             | 31    | 1     |
| C. D. Real Santa Cruz · Bolivia | 1.ª           | 2023            | 1     | 0     | —             | —             | 1     | 0     |
| Total club                      | Total club    | Total club      | 47    | 2     | —             | —             | 47    | 2     |
| Total carrera                   | Total carrera | Total carrera   | 456   | 8     | 21            | 0             | 477   | 8     |
| 1. 2.                           |               |                 |       |       |               |               |       |       |

### Resumen estadístico
| Competición                    | Partidos | Goles |
| ------------------------------ | -------- | ----- |
| Primera División               | 456      | 8     |
| Play-offs / Torneo de Invierno | 16       | 0     |
| Copas internacionales          | 21       | 0     |
| Selección adulta               | 1        | 0     |
| Total                          | 494      | 8     |

## Palmarés

### Títulos nacionales
| Título           | Club     | Año           |
| ---------------- | -------- | ------------- |
| Primera División | Bolívar  | Apertura 2009 |
| Primera División | San José | Clausura 2018 |

### Récords
- Es el segundo jugador histórico con más partidos en torneos internacionales disputados con San José.
- Es el cuarto jugador con más encuentros en la historia de San José, dentro del profesionalismo.
- Jugador con más encuentros disputados de la segunda década de 2000 con San José.
- Autor del gol 1000 de la temporada 2019 de la Primera División de Bolivia.[6]